# Farinato

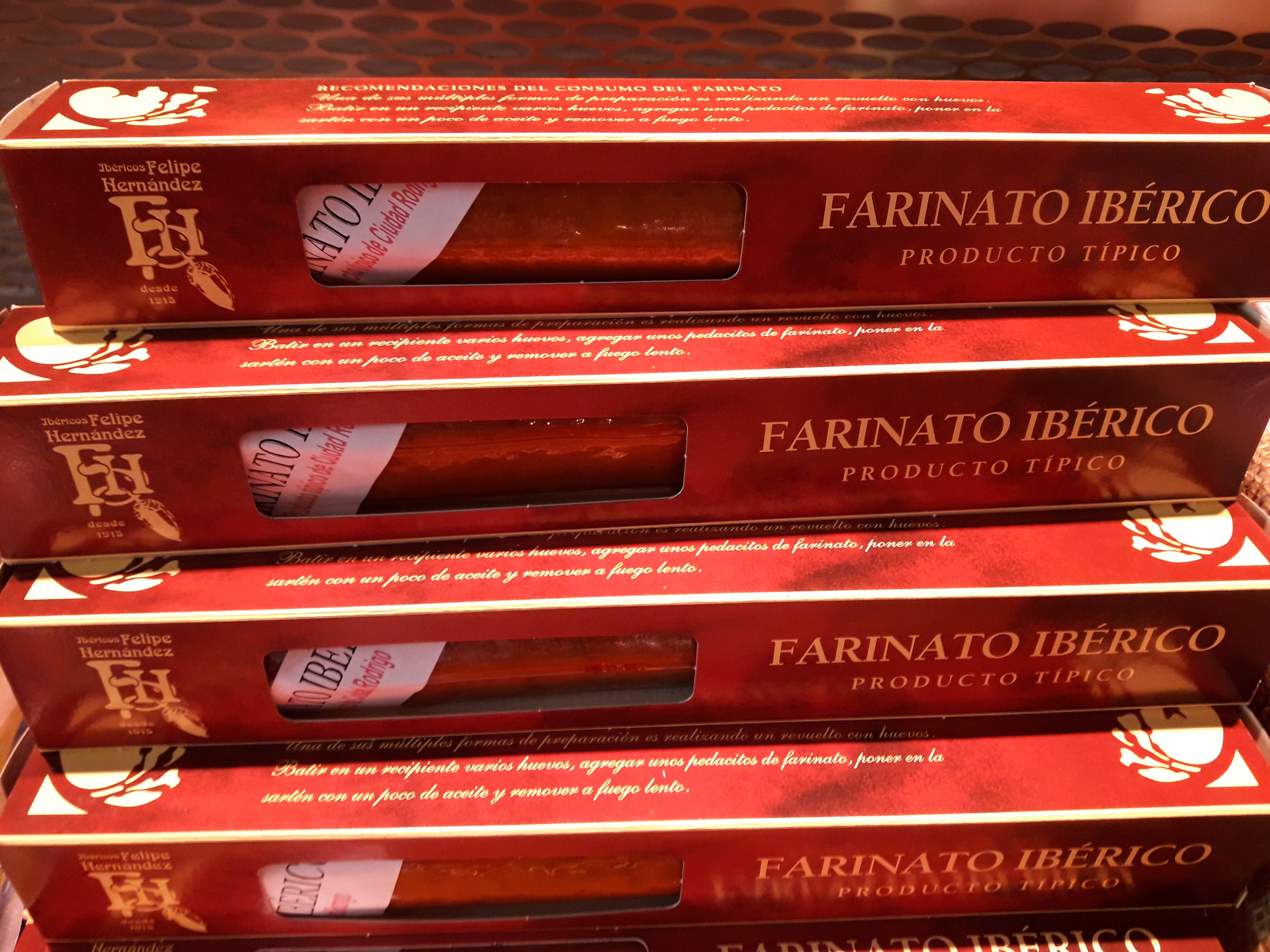
Farinato ibérico a la venta en Ciudad Rodrigo

El farinato es un embutido procedente de la provincia de Salamanca, España, que aparece en otras provincias como Zamora y León, en las que se elabora con manteca o grasa de cerdo, pan, harina, pimentón, cebolla, ajo, sal, anises y aguardiente.
Es especialmente popular en Ciudad Rodrigo, donde forma parte de su cultura etnográfica, hasta el punto de que en 2007 se reconoció la Marca de Garantía «Farinato de Ciudad Rodrigo» y donde su popularidad se ha extendido hasta el punto de que al natural o residente de esta localidad es conocido como «farinato», al margen del oficial mirobrigense. Es un producto típico de la matanza del cerdo que también está presente en otras localidades, como es el caso de Villademor de la Vega (León) donde fue protagonista de una feria de la tapa. Su popularidad dio lugar a su expansión geográfica, como es el caso de la montaña leonesa en la que recibe el nombre de androjas. También es conocido en la vecina Portugal con el nombre de farinheira.
El farinato, considerado en el pasado como el «chorizo del pobre», ha sido elevado en la actualidad a parte central de algunas de las recetas de la alta cocina salmantina y en uno de los productos más típicos de los que se elaboran en la provincia de Salamanca.

## Etimología
Su nombre deriva de farina, vocablo latino (y coincidente con el leonés, que conserva el vocablo latino intacto) con el que se designaba a la harina, ingrediente básico en la elaboración del farinato. El Diccionario de la lengua española (DRAE), en su 22.ª edición, recoge para farinato la acepción de «embutido de pan amasado con manteca de cerdo, sal y pimienta».

## Historia
Existen pocas referencias escritas sobre el origen del farinato y las que hay lo relacionan con los puches o puchas. Así pues, el Diccionario de Autoridades, publicado entre 1726 y 1739, contiene la acepción "farinetas" a la que le da el siguiente significado "lo mismo que puches". Los puches era una masa o sopa elaborada con la mezcla de harina con grasa de cerdo derretida y/o aceite que no debió ser un plato muy apetitoso. El Tesoro de la lengua castellana o española de Sebastián de Covarrubias (1611) define puches como «un género de guisado de harina y azeite, de que usaron mucho los antiguos antes que se hallasse la invención de cocer el pan, latine pultes.»

## Características
Es un producto que casi siempre se embute, como las longanizas, en tripa natural o sintética y se ata por sus extremos, lo que le da la peculiar forma de herradura que facilita su almacenaje. Su color es de un rojo anaranjado con tonalidades color teja.

## Elaboración
Se elabora principalmente con miga de pan, manteca de cerdo y cebolla, sazonados con sal, pimentón, comino, ajo, cebolla, anís en grano, aguardiente y un poco de aceite de oliva. 

## Consumo

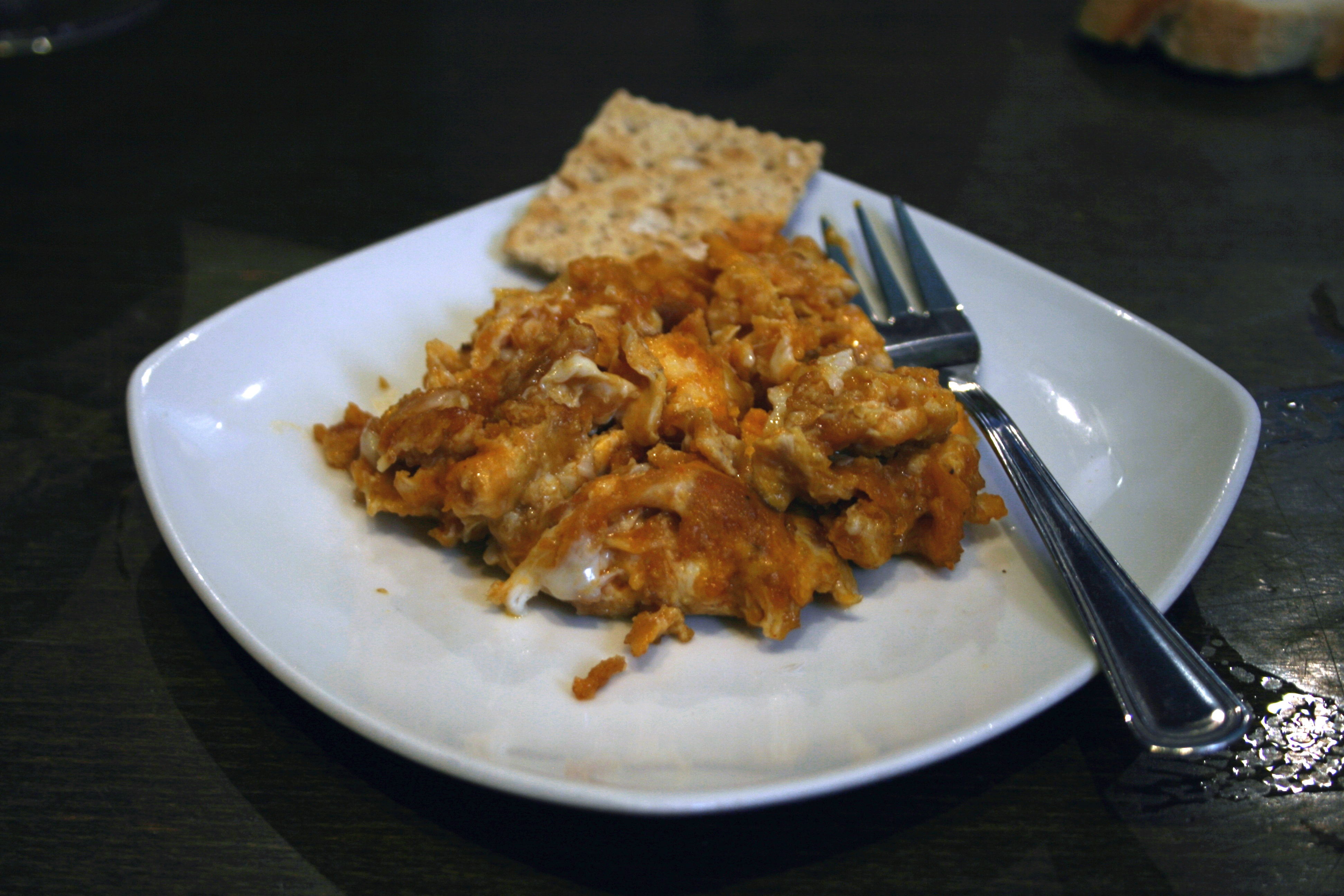
Revuelto de farinato.

Se come frito, frecuentemente con huevos fritos: con una o varias rebanadas de farinato frito, se rompe la yema del huevo frito y se mezcla, comiéndose así el farinato untado con la yema. Puede degustarse también a la plancha, extendido sobre una rebanada de pan recién tostado o en forma de bocadillo. También es común observar en los bares un pincho o tapa que consiste en un huevo de codorniz frito, sobre una tostada, con una rebanada de farinato frito en medio, por el reducido tamaño de este tipo de huevos se ajusta perfectamente a una sola rebanada de farinato.